# Atessa
Atessa är en ort och kommun i provinsen Chieti i regionen Abruzzo i Italien. Kommunen hade 10 599 invånare (2018).